# لشکر ۲۸ پیاده (لهستان)
لشکر ۲۸ پیاده لهستان (انگلیسی: 28th Infantry Division) لشکر پیاده‌نظام نیروی زمینی لهستان بود، که در سال ۱۹۲۱ تأسیس شد و در سال ۱۹۴۴ منحل گردید.
لشکر ۲۸ یک لشکر پیاده در ارتش لهستان بود که در جریان حمله به لهستان در جنگ جهانی دوم، علیه آلمانی‌های مهاجم وارد عمل شد. این لشکر در نبردهایی در نزدیکی ووچ متحمل تلفات سنگینی شد و بقایای آن به ورشو عقب‌نشینی کردند و در آنجا تسلیم شدند.

## تاریخچه
تاریخچه این لشکر به پاییز ۱۹۲۱ برمی‌گردد، زمانی که ارتش لهستان پس از جنگ پیروزمندانه لهستان و شوروی، ساختار خود را تغییر داد. واحد جدیدی در ورشو، از سه هنگ پیاده موجود و یک هنگ توپخانه سبک، تشکیل شد. هنگ ۱۵ پیاده که متعلق به لشکر نهم پیاده بود، در ۱۹ تا ۲۱ اوت با قطار به دبلین منتقل شد که به پادگان زمان صلح آن تبدیل شد. هنگ ۳۶ پیاده، که قبلاً از لشکر ۸ پیاده بود، در ورشو باقی ماند و هنگ ۷۲ پیاده (که قبلاً از لشکر ۱۸ پیاده بود) در ۷ و ۸ اکتبر ۱۹۲۱ از برزسک ناد بوگیم به ورشو منتقل شد. علاوه بر این، هنگ ۲۸ توپخانه سبک، که در ۷ سپتامبر ۱۹۲۱ در زامبرو تشکیل شده بود، به این لشکر ملحق و به رادوم منتقل شد (۱۹ و ۲۱ سپتامبر ۱۹۲۱).
در سال‌های ۱۹۲۱ تا ۱۹۳۹، لشکر ۲۸ بخشی از منطقه نظامی اول بود. در سال ۱۹۲۲، هنگ ۲۸ توپخانه سبک از رادوم به زایه زییرز در نزدیکی دبلین منتقل شد و در آوریل ۱۹۲۲، هنگ ۷۲ پیاده از ورشو به رادوم منتقل شد.
در حمله آلمان به لهستان در سال ۱۹۳۹، این لشکر به فرماندهی ژنرال ولادیسلاو بونچا-اوزدوسکی، متعلق به ارتش ووچ بود. در صبح روز ۱ سپتامبر ۱۹۳۹، این لشکر با پیشروی ورماخت در نزدیکی روستاهای واگیونیکی و راچین درگیر شد و توانست پیشروی لشکر اول سبک را متوقف کند. به دلیل حملات مکرر لوفت‌وافه و آتش توپخانه، این واحد متحمل خسارات سنگینی شد و به آن دستور داده شد تا به پشت رودخانه وارتا عقب‌نشینی کند.
در ۳ سپتامبر، این لشکر مواضع دفاعی پشت وارتا و ویداوا، در نزدیکی ویلون، را پر کرد. به دلیل دستورات متناقض ژنرال بونچا-اوزدوسکی، هنگ پانزدهم پیاده نظام آن تقریباً به طور کامل نابود شد و مجبور شد با هنگ ۳۶ جایگزین شود. با این وجود، لشکر اول سبک آلمان موفق شد خطوط لهستانی‌ها را بشکند.  در نتیجه، هنگ‌های ۳۶ و ۷۲ در شب ۳/۴ سپتامبر به رودخانه ویداوكا عقب‌نشینی كردند كه موضع دفاعی اصلی لهستان در منطقه بود. در ۴ سپتامبر، هنگ چهارم پیاده نظام (از لژیون دوم پیاده نظام) برای تقویت واحدهای لهستانی به آنجا اعزام شد.
در ۷ سپتامبر، لژیون هفدهم پیاده نظام آلمان (ژنرال هربرت لوخ) پیشروی خود را به سمت پابیانیتسه آغاز كرد. این شهر توسط هنگ پانزدهم پیاده نظام بازسازی شده دفاع می‌شد، در حالی كه آلمانی‌ها با اس‌اس لایبستندارته آدولف هیتلر تقویت می‌شدند. نبرد در پابیانیتسه بسیار خونین بود و تلفات زیادی از هر دو طرف داشت. تا عصر، دشمن به مركز شهر رسید اما به سرعت مجبور به فرار شد. با این حال، در همین حال، لژیون دوم پیاده نظام، كه در شمال پابیانیتسه قرار داشت، به سمت شرق عقب‌نشینی كرد و شكافی ایجاد كرد كه آلمانی‌ها بلافاصله از آن استفاده كردند. در جناح جنوبی، هنگ ۷۲ پیاده نظام تقریباً به طور كامل نابود شد. 
در این شرایط، به این لشکر دستور داده شد تا تجدید قوا کرده و منطقه پابیانیتسه را ترک کند. در طول عقب‌نشینی، هنگ پانزدهم پیاده نظام در نزدیکی کساورو با آلمانی‌ها درگیر شد. به این لشکر دستور داده شد تا در نزدیکی وولا سایرسووا متمرکز شود، جایی که در ۸ سپتامبر ۱۹۳۹، نبرد وولا سایرسووا در آنجا رخ داد.
در ۹ سپتامبر، ژنرال ویکتور تومی به این لشکر دستور داد تا به پشت رودخانه راوکا عقب‌نشینی کند. روز بعد، این دستور تغییر کرد و لشکر از طریق پروشکوف به سمت ورشو حرکت کرد. با وجود موفقیت‌های اولیه، نتوانست مواضع آلمان را بشکند. در نتیجه، این لشکر تلاشی برای رسیدن به قلعه مودلین انجام داد. پس از ورود به این مجموعه، در نبرد مودلین شرکت کرد تا اینکه در ۲۹ سپتامبر تسلیم شد.